# Doom: The Dark Ages
Doom: The Dark Ages est un jeu vidéo de tir à la première personne développé par id Software et publié par Bethesda Softworks, sorti sur Microsoft Windows, PlayStation 5 et Xbox Series le 15 mai 2025. Il est le huitième jeu principal de la franchise Doom et le troisième volet de la série moderne. Il sert narrativement de préquelle à Doom et Doom Eternal, se déroulant dans un royaume au Moyen Âge et décrivant l'histoire de l'origine du Doom Slayer alors qu'il se bat pour protéger la terre des forces de l'enfer.
id Software a commencé à travailler sur ce prochain jeu après l'achèvement de la campagne additionnel post-lancement de Doom Eternal, The Ancient Gods, en 2021, entrant en pleine production depuis août 2022.

## Histoire
Doom: The Dark Ages présente l'histoire originelle du protagoniste de la série, le Doom Slayer, alors qu'il émerge en tant que dernier espoir d'un royaume envahi par les forces de l'enfer pour devenir le plus grand adversaire des démons.

## Système de jeu
Doom: The Dark Ages propose des nouveautés dans son gameplay, avec de nouvelles armes et capacités. Le Doomguy a la possibilité d'utiliser un bouclier pour se protéger des ennemis, parer ou bien le lancer comme une arme. Il est également possible de chevaucher un dragon et de piloter un mecha géant.

## Développement
À la suite de la sortie de la deuxième campagne additionnel téléchargeable de Doom Eternal, The Ancient Gods - Part 2, en mars 2021, le directeur créatif Hugo Martin a déclaré qu'il était prêt à explorer davantage d'histoires avec le protagoniste de la série Doom Slayer dans les prochains jeux, malgré son intention pour que The Ancient Gods constitue le point culminant de l'arc du personnage qui a commencé avec Doom sorti en 2016. Une possibilité qu'il a exprimée était de raconter un récit autour de la première rencontre du Slayer avec les Sentinelles de la Nuit sur Argent D'Nur, dans un cadre plus ancré dans l'esthétique fantastique que les jeux précédents. En novembre 2021, id Software avait commencé la préproduction d'un nouveau jeu de tir d'action à la première personne. Lors de la QuakeCon 2022, le producteur exécutif Marty Stratton a confirmé que le studio avait commencé la production de son prochain projet.
En septembre 2023, de nombreux documents soumis par Microsoft, la société mère de ZeniMax Media, lors du procès de la FTC contre Microsoft concernant l'acquisition d'Activision-Blizzard ont fuité en ligne. Une feuille de route interne au sujet de plusieurs titres Bethesda Softworks en développement est incluse. Une nouvelle entrée de Doom intitulée Doom: Year Zero est répertoriée avec une date de sortie prévue au cours de l'exercice 2023 de Bethesda se terminant en mars 2024, à cette époque, avec deux ensembles de contenu téléchargeable provisoirement datés pour l'exercice 2023 et l'exercice 2024 se terminant en mars 2025,.
En mai 2024, ZeniMax Media a déposé une marque faisant référence au code de triche de Doom (1993), « IDKFA », utilisé pour débloquer toutes les armes du jeu en plus de donner au joueur une méga-armure instantanée. Plus tard ce mois-là, de nombreux médias ont rapporté que le jeu était officiellement intitulé Doom: The Dark Ages, qui est supposé être une préquelle du reboot de la franchise en 2016, Doom, se déroulant dans un décor rappelant le Moyen Âge et explorant une période antérieure de la vie du Doom Slayer. Le jeu est finalement bien annoncé le 9 juin 2024 à l'occasion du Xbox Showcase, confirmant les rumeurs précédentes.

## Sortie
En septembre 2020, après le lancement de Doom Eternal, Microsoft a conclu un accord pour acquérir la société mère de Bethesda, ZeniMax Media, pour 7,5 milliards de dollars, devenant ainsi propriétaire de toutes les équipes de développement et franchises associées de Bethesda, y compris id Software et la licence Doom, désormais partie intégrante de Microsoft Gaming. Doom: The Dark Ages a été officiellement annoncé lors de l'événement Xbox Games Showcase de Microsoft le 9 juin 2024, où sa sortie sur Windows et Xbox Series X/S a été confirmée en 2025,. À la suite de sa présentation, une version PlayStation 5 a été annoncée avec la même date de sortie que les autres plateformes. Concernant la décision de ne pas rendre le titre exclusif, Phil Spencer a expliqué que l'histoire de la série Doom sur d'autres plateformes en faisait une série que, selon lui, "tout le monde mérite de jouer".

## Réception

### Ventes
Le 20 mai 2025, soit 5 jours après sa sortie, Doom : The Dark Ages dépasse les 3 millions de joueurs, dont 2,2 millions d'accès via l'abonnement Xbox Game Pass. Le jeu ne se serait donc en réalité vendu qu'à 800 000 exemplaires (environ 200 000 sur Xbox Series, 200 000 également sur PlayStation 5 et 400 000 sur PC). Ainsi, cela explique le succès plus faible du jeu sur la plateforme Steam que pour ses prédécesseurs, avec un pic de 31 000 joueurs simultanés, soit 3 fois moins que pour Doom Eternal (104 000 connexions simultanées il y a 5 ans) et un peu moins bien que pour le Doom de 2016 (44 000),.